# ریوتارو اوکیایو
ریوتارو اوکیایو (انگلیسی: Ryōtarō Okiayu; ۱۷ نوامبر ۱۹۶۹ – ) صداپیشگی در ژاپن، بازیگر، و وبلاگ‌نویس اهل ژاپن بود. وی از سال ۱۹۸۹ میلادی تاکنون مشغول فعالیت بوده‌است.
از فیلم‌ها یا برنامه‌های تلویزیونی که وی در آن نقش داشته‌است می‌توان به کاراگاه کانن: آفتابگردانهای جهنم اشاره کرد.